# Bloedbad van Boston

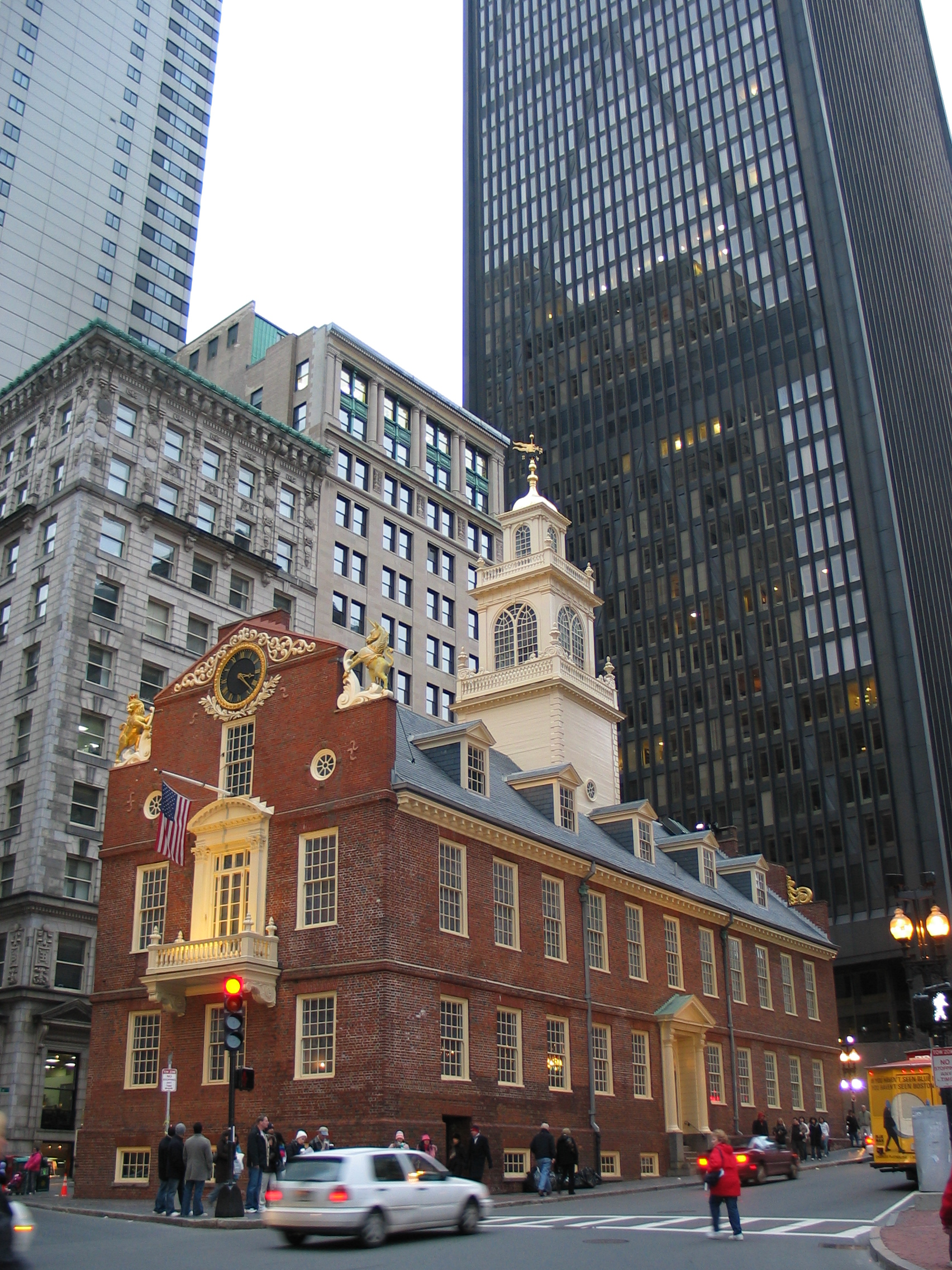
Old State House, Boston. Het Bloedbad van Boston vond plaats voor dit gebouw, links op de foto.

Het Bloedbad van Boston is de naam gebruikt voor een gebeurtenis die plaatsvond op maandag 5 maart 1770 voor het Old State House, de zetel van de Britse gouverneur, in Boston, Massachusetts. In het Engels staat het incident bekend als het Boston Massacre.

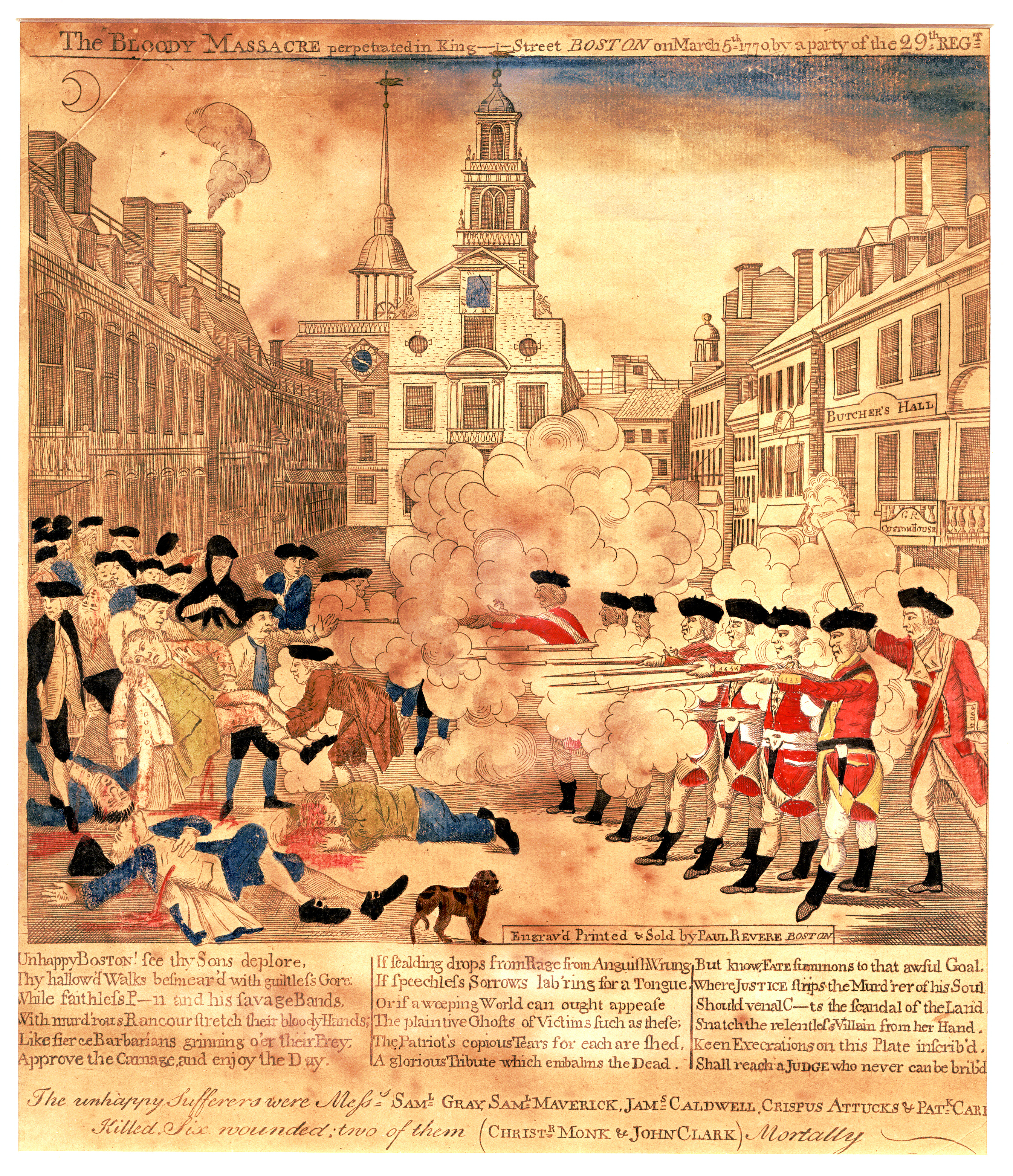
De Boston Massacre

De gebeurtenis wordt gezien als onderdeel van het begin van de Amerikaanse Revolutie. Spanningen vanwege de militaire bezetting door Groot-Brittannië van Boston leidden ertoe dat een regiment soldaten het vuur opende op een groep burgers. John Adams, tweede president van de Verenigde Staten, zou gezegd hebben dat met deze gebeurtenis de Amerikaanse Revolutie was begonnen.
Het incident werd voorafgegaan door een schermutseling tussen jonge Amerikanen en Engelse soldaten op de werf van John Hancock op 2 maart. De zichtbaarheid van het garnizoen was daarna al teruggebracht tot een noodzakelijk minimum, maar de jongeren zochten de wacht bij het State House op om de soldaten uit te dagen.
De onrust begon toen ene Edward Gerrish in een handgemeen raakte met een Britse wachtpost, waarna andere inwoners van Boston de Amerikaanse jongeman te hulp schoten. Hiermee kwamen ze tegenover een klein Brits regiment te staan, en gooiden sneeuwballen en afval naar de soldaten. De gewelddadige meute groeide naarmate de nacht vorderde.
In de commotie is de order "Niet vuren" van de dienstdoende officier waarschijnlijk verkeerd verstaan, waarna de soldaten het vuur openden. Vijf Amerikanen vonden de dood, en zes raakten gewond.
Rechtsgang na het bloedbad voltrok zich in een burgerlijk gerechtshof met een jury van zes Amerikanen en de eerder genoemde John Adams als advocaat voor de verdediging. Zes van de soldaten werden vrijgesproken, en de andere twee veroordeeld voor doodslag. De dienstdoend officier, Thomas Preston, werd vrijgesproken omdat de jury niet aangetoond zag dat hij bevel tot het openen van het vuur zou hebben gegeven.
Samuel Adams, een van de ondertekenaars van de onafhankelijkheidsverklaring, gaf de gebeurtenissen de titel Boston Massacre. Hij gaf aan te geloven dat het belang van de gebeurtenissen niet lag in het aantal slachtoffers, maar in het feit dat "normale" Amerikaanse burgers het op zich hadden genomen te protesteren tegen de Britse bezetting. Bij de begrafenis van de vijf doden was een groot aantal mensen aanwezig, die zich vervolgens verplaatsten naar de Old South Meeting House in de stad om te protesteren tegen de Britse bezetting.
Tot 1783 werd het bloedbad jaarlijks herdacht als Massacre Day, maar sindsdien is de herdenking onderdeel van de Amerikaanse nationale feestdag op 4 juli.